# Elasto Mania
Elasto Mania (også kendt som Elma) er et 2D motorcykel simulations spil til Microsoft Windows, som blev udgivet i 2000. Elasto Mania påstod at være ”baseret på virkelighedens fysiske model” Elma udforsker forståelsen for elastiske motorcykler. Målet for hvert level er at få alle æbler som er spredt ud over hele det level, og så røre blomsten for at blive færdig og derefter fortsætte til næste level. For at låse nye baner op skal men først gennemføre de foregående. Der tages tid på, hvor lang tid man bruger, på at gennemføre de enkelte levels.
Konceptet af spillet er meget simpelt men kan være enormt svært, specielt for nybegyndere. Spillet styres via tastatur. Piletasterne accelerere, bremser, og roterer mens space får cyklen til at vende sig om. Elma har også det der kaldes et supervolt, som sker når du trykker begge roter-taster på samme tid, som gør at cyklen roterer kraftigere/hurtigere.

## Versioner
Elasto Mania blev lavet af Balázs Rózsa som en efterfølger til spillet Action SuperCross (1997). Der er fire officielle versioner af Elasto Mania – 1.0 1.1 1.11 og 1.11a samt fire uofficielle versioner 1.11h 1.11hb. 1.2h beta og 1.2 ”færdige udgave”. Der findes en gratis demo version af spillet som har 18 levels mens den fulde version har 54. Derudover findes der tusindvis af levels lavet af fans som kan downloades online. Nogle af disse kan findes i såkaldte ”level packs”.